# Scooby-Doo! Estrella del circo
Big Top Scooby-Doo! (Scooby-Doo! Estrella del circo en países hispanoparlantes) es la decimoctava película de Scooby-Doo. La producción estuvo a cargo de Warner Bros Animation. Sin embargo, en las cajas de DVD, la película se muestra bajo el título "Misterio en el Circo, Scooby-Doo!".
Seguida película de primeira película La Naranja Molesta episodio de Fruitloose

## Argumento
La pandilla esta de viaje rumbo a Atlantic City, donde Fred los lleva con entusiasmo para ver el Circo Brancusi. El maestro de ceremonias contrata a la banda para capturar a un hombre lobo que ha estado asustando a los artistas intérpretes o ejecutantes y el robo de la joyería de los miembros del público. Scooby y Shaggy se unen al circo como artistas y dirigen la caza de la bestia feroz.

## Voces
- Frank Welker - Scooby-Doo / Fred Jones
- Matthew Lillard - Shaggy Rogers
- Mindy Cohn - Velma Dinkley
- Grey DeLisle - Daphne Blake
- Craig Ferguson - Whitney Doubleday
- Jim Meskimen - Phil Flaxman / Detective
- Peter Stormare - Wulfric von Rydingsvard
- Hynden Walch - Lena
- Jeff Dunham - Schmatko
- Carlos Ferro - Olivero